# Judy Tegart
Judy Tegart (Melbourne, 12 december 1937) is een tennisspeelster uit Australië. In haar carrière veroverde ze iedere grandslamtitel bij het damesdubbelspel minstens een keer, wat wel een career slam wordt genoemd. Haar beste resultaat in het enkelspel was de finaleplaats op Wimbledon in 1968 – zij verloor die finale van Billie Jean King.
Na haar huwelijk met Dr David E. Dalton (18 november 1969) speelde zij onder de naam Judy Dalton.

## Resultaten grandslamtoernooien
| Legenda | Legenda                          |
| ------- | -------------------------------- |
| g.t.    | geen toernooi gehouden           |
| l.c.    | lagere categorie                 |
| –       | niet deelgenomen                 |
| G       | uitgeschakeld in de groepsfase   |
| 1R      | uitgeschakeld in de eerste ronde |
| 2R      | uitgeschakeld in de tweede ronde |
| 3R      | uitgeschakeld in de derde ronde  |
| 4R      | uitgeschakeld in de vierde ronde |
| KF      | uitgeschakeld in de kwartfinale  |
| HF      | uitgeschakeld in de halve finale |
| F       | de finale verloren               |
| W       | het toernooi gewonnen            |
| w-v     | winst/verlies-balans             |

### Enkelspel
| Toernooi        | 1957 | 1958 | 1959 | 1961 | 1962 | 1963 | 1964 | 1965 | 1966 | 1967 | 1968 | 1969 | 1970 | 1971 | 1972 | 1974 | 1975 | 1976 | 1977 | 1977 |
| --------------- | ---- | ---- | ---- | ---- | ---- | ---- | ---- | ---- | ---- | ---- | ---- | ---- | ---- | ---- | ---- | ---- | ---- | ---- | ---- | ---- |
| Australian Open | 3R   | 3R   | 3R   | 4R   | KF   | 3R   | KF   | KF   | KF   | 3R   | HF   | 3R   | KF   | –    | –    | KF   | –    | 3R   | 1R   | KF   |
| Roland Garros   | –    | –    | –    | –    | –    | –    | –    | –    | 4R   | –    | –    | –    | 3R   | –    | 4R   | –    | –    | –    | –    | –    |
| Wimbledon       | –    | –    | –    | –    | 4R   | 3R   | 4R   | 3R   | 4R   | KF   | F    | KF   | 4R   | HF   | 3R   | –    | 2R   | –    | –    | –    |
| US Open         | –    | –    | –    | –    | –    | –    | –    | –    | –    | –    | KF   | –    | 4R   | KF   | –    | –    | –    | –    | –    | –    |

### Vrouwendubbelspel
| Toernooi        | 1957 | 1958 | 1959 | 1961 | 1962 | 1963 | 1964 | 1965 | 1966 | 1967 | 1968 | 1969 | 1970 | 1971 | 1972 | 1974 | 1975 | 1976 | 1977 | 1977 | 1978 |
| --------------- | ---- | ---- | ---- | ---- | ---- | ---- | ---- | ---- | ---- | ---- | ---- | ---- | ---- | ---- | ---- | ---- | ---- | ---- | ---- | ---- | ---- |
| Australian Open | 3R   | 3R   | KF   | HF   | HF   | HF   | W    | KF   | HF   | W    | F    | W    | W    | –    | –    | HF   | HF   | 3R   | 1R   | KF   | 3R   |
| Roland Garros   | –    | –    | –    | –    | –    | –    | –    | –    | W    | –    | –    | –    | HF   | –    | HF   | –    | –    | –    | –    | –    | –    |
| Wimbledon       | –    | –    | –    | –    | –    | –    | –    | –    | F    | –    | HF   | W    | HF   | 3R   | F    | –    | 1R   | –    | 2R   | 2R   | 3R   |
| US Open         | –    | –    | –    | –    | –    | –    | –    | –    | –    | –    | 3R   | –    | W    | W    | –    | –    | –    | –    | –    | –    | –    |